# Gauliga Bayern 1937/38
De Gauliga Bayern 1937/38 was het vijfde voetbalkampioenschap van de Gauliga Bayern. 1. FC Nürnberg werd kampioen en plaatste zich voor de eindronde om de Duitse landstitel, waar de club in de groepsfase uitgeschakeld werd.

## Eindstand
| Plaats | Club                   | Wed. | W  | G | V  | Saldo | Ptn.  |
| ------ | ---------------------- | ---- | -- | - | -- | ----- | ----- |
| 1.     | 1. FC Nürnberg         | 18   | 11 | 5 | 2  | 35:16 | 27:9  |
| 2.     | TSV 1860 München       | 18   | 9  | 5 | 4  | 42:27 | 23:13 |
| 3.     | SSV Jahn Regensburg    | 18   | 9  | 4 | 5  | 34:24 | 22:14 |
| 4.     | SpVgg Fürth            | 18   | 9  | 4 | 5  | 38:33 | 22:14 |
| 5.     | FC Bayern München      | 18   | 8  | 3 | 7  | 37:29 | 19:17 |
| 6.     | BC Augsburg            | 18   | 6  | 5 | 7  | 26:27 | 17:19 |
| 7.     | 1. FC Schweinfurt 05   | 18   | 7  | 3 | 8  | 29:40 | 17:19 |
| 8.     | SSV Schwaben Augsburg  | 18   | 4  | 4 | 10 | 31:44 | 12:24 |
| 9.     | FC Wacker München      | 18   | 4  | 3 | 11 | 25:32 | 11:25 |
| 10.    | VfB Ingolstadt-Ringsee | 18   | 4  | 2 | 12 | 15:40 | 10:26 |

|  | Kampioen, geplaatst voor nationale eindronde |
|  | Degradatie naar Bezirksliga                  |

## Promotie-eindronde

### Groep Noord
| Plaats | Club               | Wed. | Saldo | Ptn. |
| ------ | ------------------ | ---- | ----- | ---- |
| 1.     | VfB 1907 Coburg    | 4    | 8:4   | 6:2  |
| 2.     | BSG Witt Weiden    | 4    | 5:7   | 2:4  |
| 3.     | Würzburger Kickers | 4    | 7:9   | 2:4  |

|  | Promotie naar Gauliga Bayern 1938/39 |

### Groep Zuid
| Plaats | Club                  | Wed. | Saldo | Ptn. |
| ------ | --------------------- | ---- | ----- | ---- |
| 1.     | BSG Neumeyer Nürnberg | 4    | 10:2  | 8:0  |
| 2.     | Post SV München       | 4    | 7:6   | 4:4  |
| 3.     | Union Augsburg        | 4    | 1:10  | 0:8  |